# Gyümölcsfalva
Gyümölcsfalva (horvátul: Knezovec, régebbi magyar nevén Zászádfalu) község Horvátországban, Muraköz megyében. Közigazgatásilag Szentilonához tartozik.

## Fekvése
Csáktornyától 5 km-re, központjától Szentilonától 3 km-re északra fekszik.

## Története
Vályi András szerint " ZASZAD. Horvát falu Szala Várm. földes Urai több Uraságok, lakosai katolikusok, határja középszerű."
1920 előtt Zala vármegye Csáktornyai járásához és a víziszentgyörgyi körjegyzőséghez tartozott. 1941 és 1944 között ismét Magyarországhoz tartozott. 1935 és 1950 között Kismihályfalvához csatolták.

## Lakossága
1900-ban 192 lakosából mindenki horvát nemzetiségű volt. 1910-ben 208 horvát nemzetiségű lakosa volt.  1991-ben 376 lakosából 367 volt a horvát nemzetiségű. 2001-ben 420 lakosa volt.